# 지노 안소니 페시
지노 안소니 페시(Gino Anthony Pesi, 1980년 11월 3일 ~ )는 미국의 영화배우, 텔레비전 배우이다.
피츠버그에서 태어났다.

## 방송
- 셰이즈 오브 블루 시즌3

## 영화
- 지옥행 특급택시 (2018년) - 헤리스 역
- 더 쿠키 맙스터 (2014년)
- 콘스트럭션 (2013년) - 바비 키드먼 역
- S.W.A.T.: 파이어 파이트 (2011년)
- 월드 인베이젼 (2011년) - Cpl. 닉 스타브로 역
- 테이커스 (2010년)
- 섹시한 미녀는 괴로워 (2008년)
- 게임 오브 라이프 (2007년)